# VdB 25
vdB 25 est une nébuleuse par réflexion visible dans la constellation du Taureau.
Elle est située le long de la ligne reliant l'étoile υ Tauri à Atlas, la composante la plus orientale de l'amas ouvert des Pléiades, dans une région pauvre en étoiles brillantes. Il s'agit d'un filament gazeux extrêmement faible et indétectable s'étendant au nord de l'étoile HD 26514, une géante jaune de classe spectrale G5III. avec une magnitude apparente de 7,44. HD 26514 est également une étoile binaire, dans laquelle le plus petit compagnon a une magnitude de 9,72 et est situé à seulement une seconde d'arc. La distance de l'étoile et de sa nébuleuse associée est estimée à 526 années-lumière, à proximité du nuage moléculaire 1 du Taureau.